# Glyptotendipes sparganii
Glyptotendipes sparganii är en tvåvingeart som först beskrevs av Jean-Jacques Kieffer 1908.  Glyptotendipes sparganii ingår i släktet Glyptotendipes och familjen fjädermyggor.
Artens utbredningsområde är Belgien. Inga underarter finns listade i Catalogue of Life.